# Reichsfinanzverwaltung

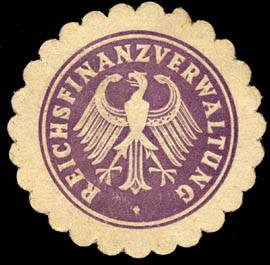
Siegelmarke Reichsfinanzverwaltung

Die Reichsfinanzverwaltung (RFV), auch Reichssteuerverwaltung genannt, war im Deutschen Reich von 1919 bis 1945 eine zentralisierte Verwaltung, die für die Festsetzung und Erhebung von Steuern zuständig war. An der Spitze des dreistufigen Verwaltungssystems stand das Reichsfinanzministerium, gefolgt von Landesfinanzämtern (ab 1937 Oberfinanzpräsidien genannt) und den Finanzämtern. Oberster Dienstvorgesetzter war der Reichsminister der Finanzen.

## Historie
Im deutschen Kaiserreich war die Erhebung von Steuern maßgeblich Sache der Bundesstaaten; über das Ob, Wie und Wann entschied grundsätzlich jede Gemeinde selbständig. In den Dörfern wurden Abgaben und Steuern generell nur einmal jährlich persönlich direkt beim Gemeindevorsteher abgegeben, in den Städten beim Kämmerer. Nach Gründung der Weimarer Republik billigte am 6. August 1919 der Staatenausschuss den Gesetzesentwurf für den Aufbau der Reichsfinanzverwaltung. Das Gesetz über die Reichsfinanzverwaltung wird am 10. September 1919 vom Reichspräsidenten ausgefertigt und tritt am 1. Oktober 1919 in Kraft. Dieser Tag gilt als „Geburtstag der Reichsfinanzverwaltung“ und Beginn einer epochalen Veränderung der deutschen Verwaltungsgeschichte. Es ist das erste von 16 Gesetzen, auf dessen Grundlage im Zuge der Erzbergerschen Steuer- und Finanzreform eine Zentralisierung der Finanzverwaltung sowie eine einheitliche Steuererhebung im gesamten Deutschen Reich verwirklicht wird.
Oberste Behörde der neuen Reichsfinanzverwaltung war das Reichsfinanzministerium, dem folgten die Landesfinanzämter und Finanzämter. Obwohl der Name das suggeriert, waren die Landesfinanzämter keine unabhängigen und keine föderalen Landeseinrichtungen. Sie bildeten die mittlere Ebene der Reichsfinanzverwaltung und waren direkt dem Reichsfinanzministerium unterstellt. Die Landesfinanzämter hatten die Beaufsichtigung der in ihrem Bereich tätigen Finanzämter inne. Insgesamt wurden im Reich rund 1.000 Finanzämter eingerichtet, die für das Festsetzen, Erheben und Beitreiben der Steuern zuständig waren.
In dieser dreistufigen Gliederung blieb die Reichsfinanzverwaltung zeit ihres Bestehens nahezu unverändert, wobei die Bezirkseinteilung der Finanzämter und Landesfinanzämter sowohl in der Weimarer Republik als auch im Dritten Reich mehrmals umgewandelt wurde und ab ovo über historisch gewachsene Länder- und Kreisgrenzen hinweg ging. Bereits Reichsfinanzminister Matthias Erzberger hatte sich offiziell vor den Delegierten der Nationalversammlung am 12. August 1919 über die neuen Strukturen folgendermaßen geäußert:

„Ich bin mir klar darüber und will auch Klarheit schaffen: Die Durchführung der reichseigenen Steuerorganisation wird den größten Schritt zum Aufbau des deutschen nationalen Einheitsstaates darstellen. Wenn es nach meinen Wünschen gegangen und ich allein Herr gewesen wäre, dann müssten die Landesfinanzämter, wie wir sie jetzt geschaffen haben, gleichzeitig die künftigen Reichsprovinzen darstellen.“

1937 erfolgte die Umbenennung der Landesfinanzämter in Oberfinanzpräsidium. An den Aufgaben änderte sich nichts.
Schon 1931 waren in den Landesfinanzämtern zusätzliche Devisenstellen ins Leben gerufen worden, die eng mit der Polizei, den Einwohnermeldeämtern, den Banken, dem Zoll und dem späteren Devisenfahndungsamt kooperierten. In sachlicher und personeller Hinsicht unterstanden die Devisenstellen jedoch dem Reichswirtschaftsministerium. Zudem war jedem Landesfinanzamt ein Finanzgericht zugeordnet; die übergeordnete Rechtsprechung erfolgte durch den Reichsfinanzhof in München.
Wie in allen Verwaltungen des Reiches wurden ab 1933 auch in der Reichsfinanzverwaltung oppositionelle und unbequeme Beamte entlassen. Das betraf Demokraten und einige Katholiken. Juden wurden aus dem Staatsdienst entfernt. Grundlage hierfür bildete das Gesetz zur Wiederherstellung des Berufsbeamtentums. Geschätzt rund 30.000 Beamte, darunter etwa 5.000 jüdische, verloren Beschäftigung und Beamtenstatus. Näheres dazu unter Geschichte des Beamtentums.
Grundsätzlich war die Beamtenschaft der Reichsfinanzverwaltung in der Weimarer Republik bis ins Dritte Reich hinein in der Spitzengliederung, aber auch in der Breite, überwiegend im Kaiserreich sozialisiert und kam aus den unterschiedlichen Behörden der vormaligen königlichen, großherzoglichen und fürstlichen Verwaltungen. Die Aus- und Weiterbildung erfolgte bis Mitte der 1930er Jahre hauptsächlich in theoretischen Lehrgängen und im Selbststudium. Im NS-Staat wurden ab 1935 14 Reichsfinanzschulen und sechs Zollschulen eingerichtet. Die Einrichtungen waren bei den Absolventen durchaus nicht unbeliebt, da hier insbesondere die Vermittlung der praktischen Arbeit und der aktuellen Steuergesetzgebung erfolgte.
Insgesamt waren bis 1945 in der Reichsfinanzverwaltung rund 73.000 Beamte beschäftigt. Nach allgemeiner Forschungsmeinung ergibt sich sowohl für die Weimarer Republik als auch für das Dritte Reich das Bild einer effizienten und streng prüfenden Steuerverwaltung, da demokratische wie totalitäre Staaten auf Steuermittel für die Erhaltung ihres Systems angewiesen sind. Bei Hitler und anderen Größen des Dritten Reiches machte die Steuerprüfung freilich halt.
Dementsprechend kam es nach Kriegsende, anders als in anderen Verwaltungszweigen, zu keinem Zusammenbruch der Finanzverwaltung. Wohl fungierte nun als oberste Instanz der Alliierte Kontrollrat; die deutschen Finanzbehörden setzten ihre Tätigkeit jedoch fort. Die Gesetzgebung des Kontrollrats führte 1946 zur härtesten Besteuerung, die es in Deutschland je gab. Dafür wurde eine effiziente Verwaltung weiterhin benötigt.
Mit der Gründung der Bundesrepublik und dem Grundgesetz von 1949 wurden die finanziellen Hoheitsrechte zwischen Bund und Ländern aufgeteilt. Es entstanden getrennte Finanzverwaltungen des Bundes und der Länder.

## Gliederung der Instanzen

Aufbau Reichsfinanzverwaltung 1920 bis 1926

- Oberste Behörde: Reichsfinanzministerium
- Mittelbehörden: Oberfinanzpräsidium (bis 1937 Landesfinanzämter)
- Unterbehörden: Finanzämter (Steuerverwaltung) und Hauptzollämter (Zollverwaltung) mit nachgeordneten Dienststellen (Zollämter und Zollkommissariate)

## Zeitweise zugeordnete Behörden

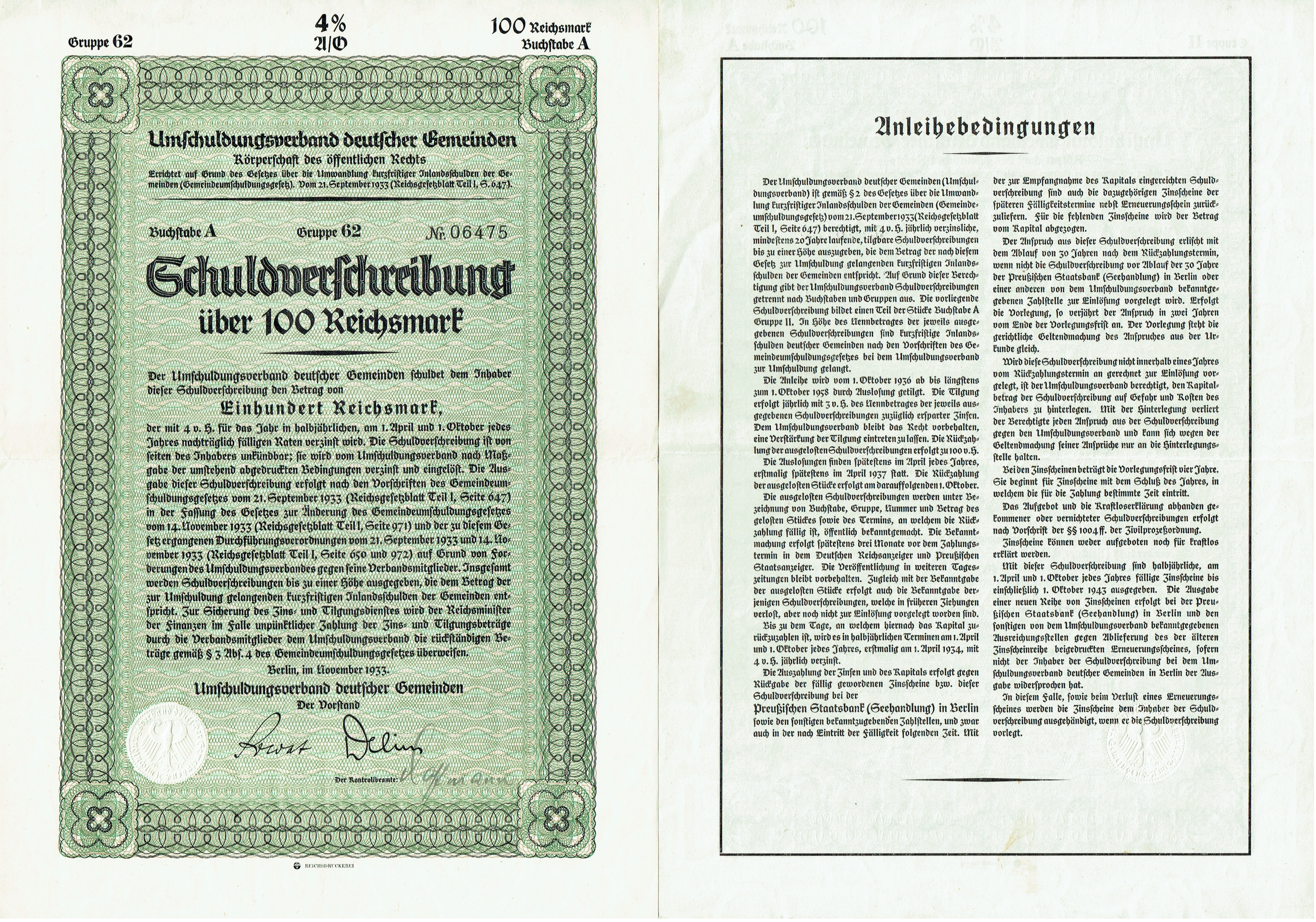
Schuldverschreibung des Umschuldungsverband deutscher Gemeinden vom November 1933

- Zollgrenzschutz (bis 1937 Zollgrenzdienst)
- Deutsche Landesrentenbank
- Deutsche Reichslotterie
- Deutsche Zentralgenossenschaftskasse
- Generaldirektion der Alpenländischen Salinen in Bad Ischl
- Münzmetalldepot des Reichs
- Reichsbaudirektion
- Reichsfinanzhof
- Reichsmonopolverwaltung für Branntwein
- Reichsschuldenverwaltung
- Reichsfinanzzeugamt
- Reichshauptkasse
- Umschuldungsverband deutscher Gemeinden
- Zusatzversorgungsanstalt des Reichs und der Länder